# 디지털테트라
주식회사 디지털테트라 (Digitaltetra Entertainment Co, Ltd.)는 대한민국의 영화기획, 광고 기획 및 애니메이션 회사다. 2000년에 설립했으며, 본사는 서울특별시 강남구 논현동에 있었으나 현재 폐쇄 되었다.

## 주요 작품

### 영화 부문
2002년
- 도둑맞곤 못살아

2003년
- ING
- 낭만자객
- 장화 홍련

2004년
- 발레교습소
- 귀신이 산다
- 썸
- 마지막 늑대
- 고독이 몸부림칠때

2005년
- 태풍태양
- 달콤한 인생
- 공공의 적 2

### 광고 부문
- 도브 (유니레버코리아)
- 메가패스 (한국통신)
- 신한금융그룹
- LG텔레콤
- 동서 보리차 (동서식품)
- 빈츠 (롯데제과)
- 게토레이 (롯데칠성음료)
- 하이페리온 (현대건설)
- 아이원더네트웍스
- 리앙뜨 (애경산업)
- 멜 (대상나드리화장품)
- 넷츠고 (SK텔레콤)
- 도쿄모터쇼
- 애니콜 (삼성전자)
- 핑크아루

### 애니메이션 부문
- 싸이킥스 (Psikix)
- 지지빌 (ZZ Ville)